# John Joseph Krol
John Joseph Krol (nascido em 26 de outubro de 1910 em Cleveland, Ohio, EUA, 3 de março de 1996 na Filadélfia) foi um arcebispo católico romano da Filadélfia.

## Vida
John Krol estudados em Cleveland, Roma e Washington, os sujeitos filosofia e teologia católica. Ele recebeu em 20 de Fevereiro 1937 pelo bispo de Cleveland, Joseph Schrembs, o sacramento de Ordens Sagradas, e em seguida, trabalhou por um ano como um pároco. Depois de mais estudos, ele se tornou professor no Seminário de Cleveland em 1942. De 1943 a 1951, trabalhou como vice-chanceler, de 1951 a 1954, como chanceler da diocese de Cleveland.
Em 11 de julho de 1953, o Papa Pio XII nomeou-o. ao bispo titular de Cadi e bispo sufragâneo em Cleveland. A ordenação episcopal foi -lhe dada pelo Delegado Apostólico nos Estados Unidos, Arcebispo Amleto Giovanni Cicognani, em 2 de setembro do mesmo ano. Os co- consagradores eram o bispo de Cleveland, o arcebispo Edward Francis Hoban, e o bispo auxiliar Floyd Lawrence Begin, de Cleveland.
Em 1954, John Joseph Krol tornou-se vigário geral. Em 11 de fevereiro de 1961 nomeou-o o papa João XXIII. para o arcebispo de Filadélfia, a inauguração ocorreu em 22 de março do mesmo ano.
Krol participou de todas as quatro sessões do Concílio Vaticano II como pai do conselho.
Papa Paulo VI. levou-o em 26 de junho de 1967 como cardeal sacerdote com a igreja titular de Santa Maria della Mercede e Sant'Adriano uma Villa Albani no Colégio dos Cardeais. De 1971 a 1974, John Joseph Krol foi Presidente da Conferência dos Bispos dos Estados Unidos. Ele se aposentou da Arquidiocese de Filadélfia em 1988 por razões de idade. John Joseph Krol morreu em 3 de março de 1996 na Filadélfia e foi enterrado na catedral local.